# Composeur (logiciel)
Pour les articles homonymes, voir composeur.
Composeur (en anglais, dialer) est un terme générique qui désigne un logiciel permettant de raccorder un ordinateur à un autre ordinateur, à un appareil électronique, au réseau Internet ou à un autre réseau numérique.

## Fonctionnement
Le composeur tire son nom du fait qu’il compose un numéro de téléphone pour connecter l’ordinateur sur lequel il se trouve à un autre appareil.
Tous les composeurs peuvent composer un numéro de téléphone. Cependant, certains contiennent des fonctions supplémentaires, ce qui fait que les différents composeurs ont des fonctions bien différentes. Certains sont légaux et d’autres sont des logiciels malveillants.

## Types

### Légal
La plupart des ordinateurs sont munis d’un tel composeur. Il s’agit d’un logiciel (habituellement inclus dans le système d’exploitation) qui permet à l’utilisateur de l’ordinateur de communiquer  avec un autre ordinateur, un appareil électronique, le réseau Internet ou un autre réseau numérique.

### Malveillant

#### Branchement frauduleux à un autre appareil électronique
Ce composeur (aussi appelé composeur d'attaque ou war dialer en anglais) est un logiciel qui balaie une série de numéros de téléphone fournis par l’utilisateur à la recherche d'un autre appareil électronique ou d’un réseau de communications.
Lorsqu'il trouve un appareil électronique ou un réseau de communications, le composeur tente d'y accéder en brisant le mot de passe de l’appareil ou du réseau.
Le logiciel Toneloc pour MS-DOS est l'un des plus utilisés pour perpétrer ce genre d'acte de piraterie téléphonique.
L’utilisateur de l’ordinateur sur lequel se trouve ce composeur est au courant de l’activité du composeur car c’est lui qui a installé le composeur sur l’ordinateur et c’est lui qui en déclenche le fonctionnement.

#### Appels téléphoniques frauduleux à frais élevés
Ce composeur est un logiciel malveillant, installé sur un ordinateur à l’insu de l’utilisateur de l’ordinateur, qui branche un ordinateur à un numéro de téléphone dont les frais d'utilisation sont très élevés. Les numéros de téléphone visés sont typiquement des numéros 1-900 ou des numéros de pays étrangers dont les frais sont élevés.
Les pirates informatiques qui installent de tels programmes sur les ordinateurs de leurs victimes sont motivés dans leurs activités par les redevances qu’ils reçoivent pour les appels générés. 
Un tel composeur ne peut fonctionner que si l’ordinateur sur lequel il se trouve est relié au réseau téléphonique par un modem. Le composeur ne peut fonctionner si l’ordinateur est relié à Internet par une ligne ADSL ou par câble et que l’ordinateur n’est pas relié au réseau téléphonique par un modem.
L’utilisateur de l’ordinateur sur lequel se trouve ce composeur n’est pas au courant de l’activité du composeur car ce n’est pas lui qui a installé et déclenché le composeur. Le composeur a été installé sur son ordinateur à l’insu de l’utilisateur par un logiciel malveillant qui a contaminé son ordinateur à cause d’une protection inadéquate.